# Интерферентни мотор
Интерферентни мотор је врста четворотактног мотора са унутрашњим сагоревањем где клипови и вентили деле исти простор али у различито време њих раздваја развод (зупчасти каиш, ланац, зупчаници). Интерферентни мотор су у већини модерних аутомобила њихова главна предност је већи степен компресије и мања величина а главна мана је у случају квара развода (пуцање каиша, презупчавање ланца и сл.) штета може бити велика и поправка скупа. Квар развода се у принципу превенира редовним одржавањем.